# Королева бензоколонки
«Короле́ва бензоколо́нки» — художественный комедийный фильм, снятый на студии им. А. Довженко в 1962 году. Фильм снят на территории реально существовавшей в то время АЗС в украинском городе Пирятин (Полтавская область) на трассе Киев — Харьков.

## История создания

Эстонская актриса Терье Луйк в роли Людмилы Добрыйвечер

Снимать картину начал молодой режиссёр Николай Литус. Без кинопроб были утверждены Андрей Сова, Нонна Копержинская и Александр Хвыля, на роль Людмилы худсовет и большинство членов съёмочной группы предлагали Румянцеву, однако режиссёр стремился избежать штампов, и настоял на кандидатуре малоизвестной эстонской актрисы Терье Луйк. С ней было отснято достаточно материала, но на рабочем просмотре дирекция киностудии приняла решение снять Луйк с роли, поскольку та «слишком интеллигентна, холодна и интровертна», и комедии не получается. Началась осень, натурные съёмки стали невозможны, и фильм законсервировали. На следующий год съёмки возобновились заново с уже утверждённой Румянцевой. На момент съёмок Надежде Румянцевой, исполняющей роль 17-летней девушки, было 32 года. Режиссуру на этот раз поручили опытному Алексею Мишурину, который настоял, чтобы Литуса оставили в картине как второго режиссёра.
Фильм снимался на территории действующей АЗС, однако из-за небезопасной в пожарном отношении осветительной аппаратуры на заправке группе снимать запретили. И пришлось рядом построить «съёмочную» АЗС, ненастоящую. Настоящая АЗС находится за бутафорской конторкой. Николай Литус рассказывал, что макетная заправка была настолько похожа на настоящую, что однажды на съёмочную площадку заехал грузовик, водитель которого потребовал его заправить. Актёрская троица Румянцева — Сова — Винник разыграла мужчину: его отказались заправлять и к тому же ещё хотели оштрафовать за грубость, но потом извинились и объяснили, что здесь снимается кино. В итоге водитель не обиделся на актёров, а сам эпизод впоследствии был включён в фильм.
Фамилия главной героини Добрыйвечер (укр. Добри́вечір), возможно, взята у украинского боксёра 1920-х годов — о нём вспоминал актёр Борис Сичкин в книге «Я из Одессы! Здрасьте!»: «Я не пропускал соревнования по боксу. Был боксёр по фамилии Добрый Вечер. Когда объявляли его фамилию, зал со смехом отвечал: „Здрасьте“. У Доброго Вечера была необычайная стойка, руки внизу, никакой защиты, весь открыт, танцевал по рингу, маневрировал и в него трудно было попасть. Хорошо защищался и хорошо контратаковал. Работал хорошо. Все его знали и любили как боксёра».
Эпизод с осами снимался на центральной площади города Белая Церковь. В сентябре 2010 года в честь этого события на здании, напротив которого велась съёмка, была установлена мемориальная табличка с изображением исполнительницы главной роли — Надежды Румянцевой.
Поскольку основное место действия разворачивается возле АЗС, в фильме было задействовано множество автомобилей 1950-х — начала 1960-х годов. Персонажи фильма Славка и Медведь ездят на опытных машинах: автобусе ЛАЗ-Украина-1 (1961) и грузовике БелАЗ-540 (1962), а в эпизоде с иностранцами появляется даже настоящий Cadillac Series 62. При этом надпись на борту ЛАЗа меняется — машина то «Турист», то «Украина».

## Сюжет
Фильм начинается с небольшой экскурсии по Киеву из окна автобуса «Киев — Ялта». Маршрут движения проходит по Крещатику, камера задерживается на улице Свердлова, гостинице «Москва» на Площади Калинина, по улицам с цветущими каштанами, Днепровской набережной, мимо строительства новых микрорайонов, парка им. Пушкина (в кадре прогуливающиеся мамы с колясками на фоне памятника Александру Сергеевичу).
Полтавчанка Людмила Добрыйвечер пробовалась диктором на телевидении — не прошла по конкурсу из-за ужасной дикции. Мечтала стать стюардессой на самолёте Ту-104 — не вышло. Теперь Людмила в очередной раз готовится к поступлению в ансамбль «Балет на льду». Отсутствие льда она компенсирует тренировками на роликовых коньках и временно устраивается работать заправщицей на бензоколонку. Не всё получается у новоявленной работницы, но весёлый нрав и находчивость помогают ей не только освоить новую специальность, но и радикально перестроить работу всей бензоколонки.

## В ролях
- Надежда Румянцева — Людмила Васильевна Добрыйвечер
- Андрей Сова — Панас Петрович, начальник АЗС
- Алексей Кожевников — Тарас Шпичко, водитель «уазика» с кинопередвижкой
- Нонна Копержинская — Рогнеда Карповна, буфетчица на АЗС
- Юрий Белов — Славка Кошевой, водитель междугородного пассажирского автобуса
- Владимир Белокуров — Александр Ефимович Медведь, водитель БелАЗа первого класса
- Сергей Блинников — товарищ Бабий, начальник управления
- Виктор Мягкий — товарищ Борщ, дорожный начальник
- Николай Яковченко — товарищ Лопата, дорожный начальник
- Евгения Опалова — преподаватель
- Виктор Халатов — продавец в универмаге
- Павел Винник — Яков Подорожный, старший лейтенант, автоинспектор
- Александр Хвыля — отставший пассажир автобуса рейса «Донецк — Киев», поп
- Сергей Шеметило — экспедитор
- Михаил Крамар — водитель
- Николай Панасьев — Валерий Грач, напарник Кошевого
- Александр Толстых — Сашко, тракторист
- Валентин Зиновьев — молодой водитель
- Семён Лихогоденко — водитель
- Григорий Тесля — седой водитель
- Валентин Грудинин — водитель с бородой
- Валерий Панарин — молодой водитель
- Зиновий Золотарёв — водитель
- Борис Болдыревский — водитель
- Валентин Черняк — водитель
- Адольф Ильин — усатый механик

## Съёмочная группа
- Сценарист: Пётр Лубенский
- Режиссёры-постановщики:
  - Алексей Мишурин
  - Николай Литус
- Операторы-постановщики:
  - Михаил Иванов
  - Александр Пищиков
- Художник-постановщик: Александр Кудря
- Режиссёр: Николай Мокроусов
- Костюмы: Алла Чепурко
- Грим: В. Шикин
- Звукооператор: София Сергиенко
- Композитор: Евгений Зубцов
- Текст песен: Владимир Сосюра
- Оператор комбинированных съёмок: Яков Резник
- Монтаж: Т. Быкова
- Редакторы:
  - Рената Король
  - Владимир Сосюра
- Оркестр оперной студии Киевской консерватории им. Чайковского
  - дирижёр: Евгений Зубцов
- Директор картины: Николай Мокроусов

## Судьба картины
«Королева бензоколонки» заняла пятое место в прокате в год премьеры и собрала у экранов 34,3 млн зрителей.
Фильм выпущен на видеокассетах дистрибьютором «Энио-Фильм».
В 2005 вышел фильм «Королева бензоколонки — 2», повторяющий сюжет фильма 1962 года. 
В 2008 году на телеканале СТБ вышел документальный фильм «Королева бензоколонки. Неизвестная версия» (сценарист — Ирина Феофанова, режиссёр — Елена Захарчук), в котором участники фильма вспоминают о его создании. В фильм вошло интервью с городским головой Пирятина, который, будучи мальчишкой, также снимался в «Королеве бензоколонки».
На IMDB фильм получил рейтинг 7,2 из 10 на основе 1800 оценок.

## Критика
Советский киновед Иван Корниенко критиковал фильм наряду с другими комедиями, по его мнению, «лишёнными подлинной комедийности». Он писал: «„Годы молодые“, „Королева бензоколонки“, „Черноморочка“, „Артист из Кохановки“, „Повесть о Пташкине“ пресса встретила суровой критикой, вновь возобновив разговор о путях развития кинокомедии, о трудностях, встречающихся на пути этого жанра».
Киновед Александр Фёдоров отмечал: «Советская кинокритика фактически от «Королевы бензоколонки» просто отмахнулась. … Зато в XXI веке эта комедия «Королева бензоколонки» стала, по сути культовой — и у зрителей, и у кинокритиков».